# تقليد مقدس

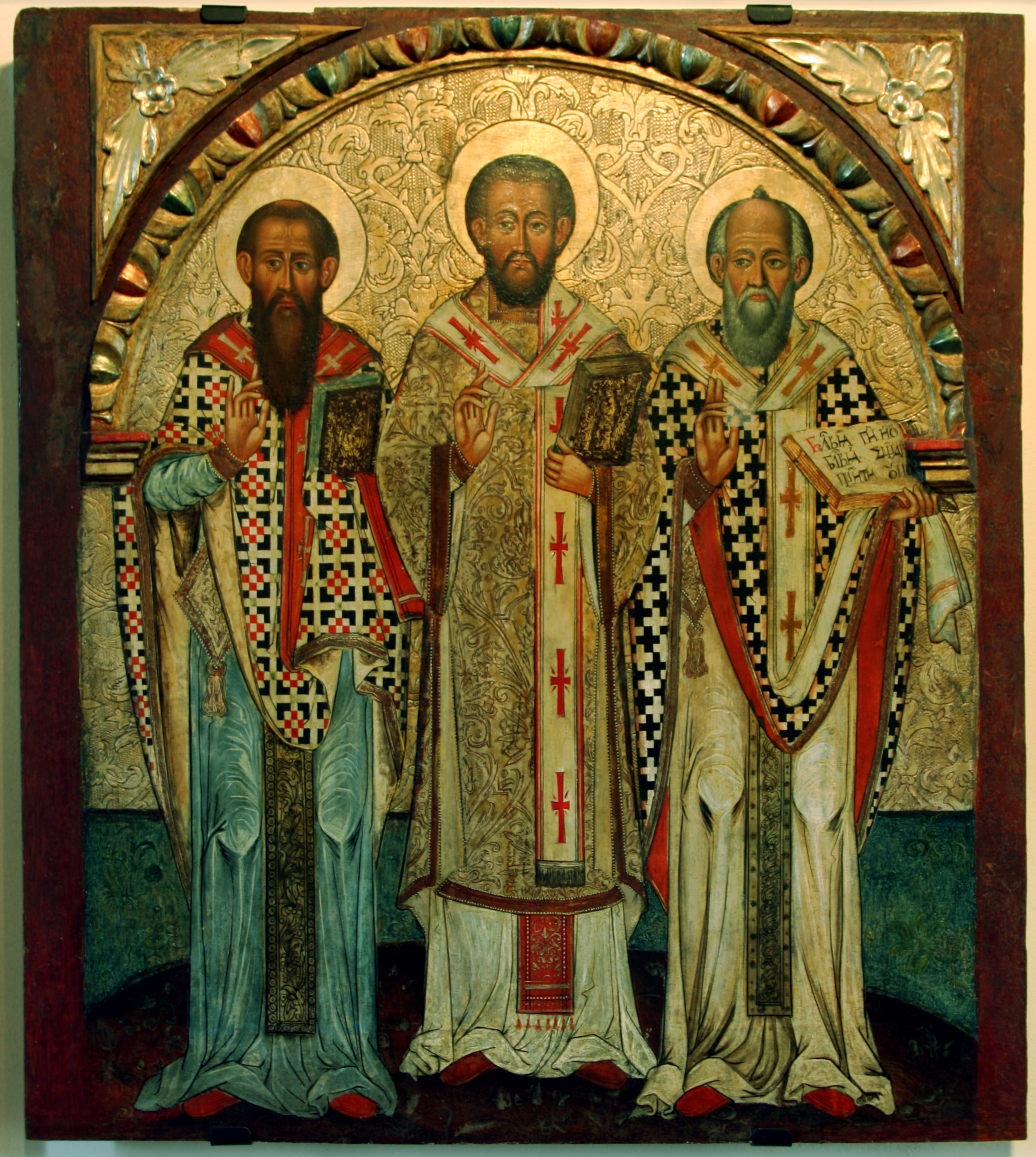

التقليد المقدس أو التقليد المشرف هو تعبير لاهوتي يستخدم في بعض التقاليد المسيحية، ظهر في الأساس في التقاليد الكاثوليكية الرومانية والإنجيلية والأرثوذكسية الشرقية والأرثوذكسية المشرقية، للإشارة إلى القواعد الأساسية للسلطة الكنسية.
وكلمة "tradition" مأخوذة من الكلمة (اللاتينية:trado أو tradere) والتي تعني تسليم، أو توصيل، أو تسليم التراث. فتكتب تعاليم النصوص المقدسة في كتاب مقدس، ويتم تناقلها، ليس فقط بالكتابة ولكن أيضًا بحياة أولئك الذين يعيشون وفقًا لتلك التعاليم. وليس من الضروري أن تكتب تعاليم التقاليد، وإنما من الممكن أن يعيش المرء بها وتسلمها الأرواح التي عاشت وفقًا لها، وذلك وفقًا لمثال المسيح والرسل «تلاميذ المسيح» (1 كورنثوس 11:2، 2 تسالونيكي 2:15). وذلك التسليم الأبدي لتعاليم تلك التقاليد يسمى التقاليد الحية، وهي انتقال تعاليم التقاليد من جيل لآخر. ويشير مصطلح «وديعة الإيمان» إلى وحي يسوع بالكلية، وتمرر للأجيال المتعاقبة في شكلين مختلفين، النصوص المقدسة (الكتاب المقدس) والتقليد المقدس (الخلافة الرسولية).
وفي لاهوت الثلاث كنائس، يعد الكتاب المقدس هو الجزء المكتوب من ذلك التقليد الأكبر، يسجل (ولو في بعض الأحيان من عن طريق عمل المؤلفين) خبرة المجتمع مع يسوع. وبما أن الكتاب المقدس يجب تفسيره في سياق التقليد المقدس وبداخل مجتمع الكنيسة. لذا فإن التقليد المقدس، والنصوص المقدسة أيضًا، «تستوحى»، وهو مصطلح لاهوتي متخصص يدل على احتوائها على حقائق الإيمان والأخلاق وايصالهما وفق ارادة الله لخلاص البشرية. ويخالف ذلك العديد من التقاليد البروتستانتية، والتي ترى أن الكتاب المقدس بمفرده يعد قاعدة كافية لجميع التعاليم المسيحية (وهو رأي يسمى Sola Scriptura).